# 程序法
程序法（procedural law、adjective law、remedial law、rules of court）關乎權利與義務程序的規定，在法學分類中，是相對於關於權利與義務本體之實體法的類別。換句話說，實體法僅規定權利義務，尚不足以落實權利義務內涵，需要有實現權利義務手段方法，因此程序法又稱手續法。
程序法可以定位為非關實體權利，而係為安排各種程序的法令而言。在大陸法系國家，程序法基本上可以分為民事诉讼法、刑事诉讼法以及行政诉讼法。以下分別敘述之：
1. 民事實體法所規範的實體權利（所有權、債權等等）必須經由審判的過程才能加以實現，而民事程序法就是在安排民事審判程序的法律，表現在實證法上，就是各國的民事訴訟法律或非訟事件法律等等。
2. 刑事程序法就是國家為確定對於人民刑罰權的刑事審判程序所應適用的法律，它所規範的是刑事審判程序的進行，而非如刑法（刑事實體法）是對於人民行為的直接禁制。
3. 行政程序法則是規範行政機關在從事行政行為時，所應遵守的正當法律程序，例如：比例原則、禁止差別待遇、信賴保護等等原則。

程序法在過去被認為僅僅是各種程序進行方式的規範，純粹為技術性、工具性的法律安排，並不涉及人民的實體權利，因此在法學研究中並不具有獨立的地位。然而正當法律程序等法律學說陸續出現，程序法即脫離以往僅僅依附於實體法的地位，而成為具有各種理論的一門專業法學領域。甚至刑事程序法，由於必然涉及刑事被告的人權及審判的公平公正性、罪罰的不可回復性，有法律學者認為，刑事程序法具有憲法的高度，國家機關是否遵守刑事程序法即為該國「憲法的測震儀」。

## 延伸閱讀
- Andreas Kollmann: Begriffs- und Problemgeschichte des Verhältnisses von formellem und materiellem Recht, edition: Duncker & Humblot, Berlin, Schriften zur Rechtsgeschichte no. 68, 1996. （德文）
- Cardozo, Benjamin N. (1998). The Nature of the Judicial Process. New Haven: Yale University Press. （英文）
- Frank, Jerome (1985). Law and the Modern Mind. Birmingham, AL: Legal Classics Library. （英文）
- Levi, Edward H. (1949) An Introduction to Legal Reasoning. Chicago: University of Chicago Press. （英文）
- Marshall, Thurgood (2001). Thurgood Marshall:  His Speeches, Writings, Arguments, Opinions and Reminiscences. Chicago:  Lawrence Hill Books. （英文）
- Miller, Arthur S. (1985). Politics, Democracy and the Supreme Court: Essays on the Future of Constitutional Theory. Westport, CT: Greenwood Press. （英文）
- Tribe, Laurence (1985). God Save This Honorable Court: How the Choice of Supreme Court Justices Shapes Our History. New York: Random House. （英文）
- Zelermyer, William (1977). The Legal System in Operation. St. Paul, MN: West Publishing. （英文）
- Max Planck Institute Luxembourg for Procedural Law （页面存档备份，存于） （英文）

## 外部連結
- US Federal Court Rules